# マルバーン駅
マルバーン駅 （英語： Malvern Station ）は、アメリカ合衆国アーカンソー州マルバーン イースト・ファースト・ストリート200にある駅。全米各地を結ぶ旅客鉄道のアムトラックが乗り入れている。

## 概要
マルバーン駅の乗客は元ミズーリ・パシフィック鉄道駅舎の南端に囲まれた渡り廊下を使用している。地中海リバイバル様式の赤レンガ造の建物は1916年に建設され、1992年に国家歴史登録財に登録された。駅の大部分はアーカンソー・ミッドランド鉄道、ピンスリー鉄道、の他短距離鉄道の所有者が入居している。

## 利用可能な鉄道路線／列車
アムトラックの停車する列車は下記の通り。
シカゴとサンアントニオ / ロサンゼルス間の夜行長距離列車テキサス・イーグル号 …1日1往復停車
※南行列車はシカゴ（日・火・金）出発便はサンアントニオでサンセット・リミテッド号と併結され、ロサンゼルス行きとなる。シカゴとサンアントニオ間は毎日運転。北行列車はロサンゼルス（日・水・金）出発便はサンアントニオまでサンセット・リミテッド号と併結され、同駅で切り離し。サンアントニオからシカゴ間は毎日運転。

## 参考資料
- Great American Stations 「Malvern, AR (MVN)」